# Vornicia din Lăuntru
Vornicia din Lăuntru sau Ministerul Trebilor din Lăuntru a fost un minister care se ocupa de administrația țării, înființat în 1831 în Țara Românească și în 1832 în Moldova prin Regulamentul Organic. Din 1862 a primit numele de Ministerul de Interne. 

## Istoric
Un pas important în modernizarea aparatului de stat și înființarea unor instituții care să asigure administrația generală a țării, ordinea, siguranța statului și a populației l-a reprezentat Regulamentul Organic. Aplicat în Țara Românească de la 1 iulie 1831, iar în Moldova de la l ianuarie 1832, Regulamentul Organic, cu un conținut identic pentru cele două țări, a contribuit la unificarea legislativă a acestora.
La exercitarea  puterii executive domnitorul era ajutat de șase miniștri, printre care un rol important îl avea Marele Vornic din Lăuntru. Ministerul pe care îl conducea acest mare vornic, denumit Vornicia din Lăuntru sau Ministerul Trebilor din Lăuntru „era însărcinat cu toată ocârmuirea cea din Lăuntru a Principatelor”, mai exact cu conducerea administrației generale a țării, cu asigurarea ordinii interne și a siguranței statului, precum și cu coordonarea unor importante sectoare de activitate socială și economică.
Unificarea administrativă a Principatelor române realizată de domnitorul Alexandru Ioan Cuza a avut ca urmare și organizarea modernă a Ministerului Trebilor din Lăuntru, care începând din anul 1862 a luat denumirea de Ministerul de Interne. Acest minister a fost un susținător al domnitorului în înfăptuirea reformelor sociale, economice și politice.